# Tetraodorhina pauliana
Tetraodorhina pauliana är en skalbaggsart som beskrevs av Ruter 1973. Tetraodorhina pauliana ingår i släktet Tetraodorhina och familjen Cetoniidae. Inga underarter finns listade i Catalogue of Life.